# Ang Liga Pilipina
La Ang Liga Pilipina que quiere decir "La Liga Filipina", oficialmente PFF Ang Liga Pilipina es la liga de primera división femenina de fútbol de Filipinas. Organizada por La Federación Filipina de Fútbol y está abierta a todos los equipos universitarios, equipos liceistas, equipos de clubes profesionales y todo club que quiera participar del país. Es la liga hermana de la Ang Liga, este último torneo masculino. Fue fundado en 2006.

## Campeones
- 2006-2007: Far Eastern University FC
- 2007-2008: ongoing